# 병태와 영자
"병태와 영자"는 한국에서 제작된 하길종 감독의 1979년 드라마 영화이다. 손정환 등이 주연으로 출연하였고 박종찬 등이 제작에 참여하였다.

## 줄거리
영자에게 실연을 당한 병태는 좌절을 딛고 군에 입대한다. 제대 두달을 남겨 놓은 병태는 뜻밖의 영자의 면회를 받고 특별 외출을 하게 되는데...

## 출연

### 주연
- 손정환
- 이영옥

### 조연
- 한진희
- 김희라
- 이승현

## 기타
- 조명: 강광호
- 녹음: 이재웅
- 미술: 김유준